# 翟裕生
翟裕生（1930年2月6日—），中国矿床学与区域成矿学家。出生于河北文安。1952年毕业于北京大学地质系。1957年长春地质学院研究生毕业。1999年当选为中国科学院院士。中国地质大学教授。曾任中国地质大学(北京)校长。